# Masyaf
Masyaf o Masyad (apareix també en documents com a Masyath, Masyat, Misiaf, Misyad, Misyaf, Mayat, Masyah, Messiat i altres variacions; àrab: مصياف, Maṣyāf, مصياد, Maṣyād, o مصيد, Maṣyad) és una ciutat de Síria a la governació d'Hama, amb 33.000 habitants, a 45 km de Hamat. És coneguda per la seva fortalesa al costat oriental del Djabal al-Nusariyya, part del massís del Djabal Ansariyya, i al vessant est del Djabal Bahra, a 485 metres d'altura.
Els nussairites o alauites es van establir a la regió al segle x i resta encara un dels seus feus. El nom derivaria del riu Marsyas, que esmenta Plini el Vell com a frontera dels nazerins (nazerini, possibles ancestres del nusayris o nusayrites). La ciutat és coneguda per l'abundància de flors.

## Història

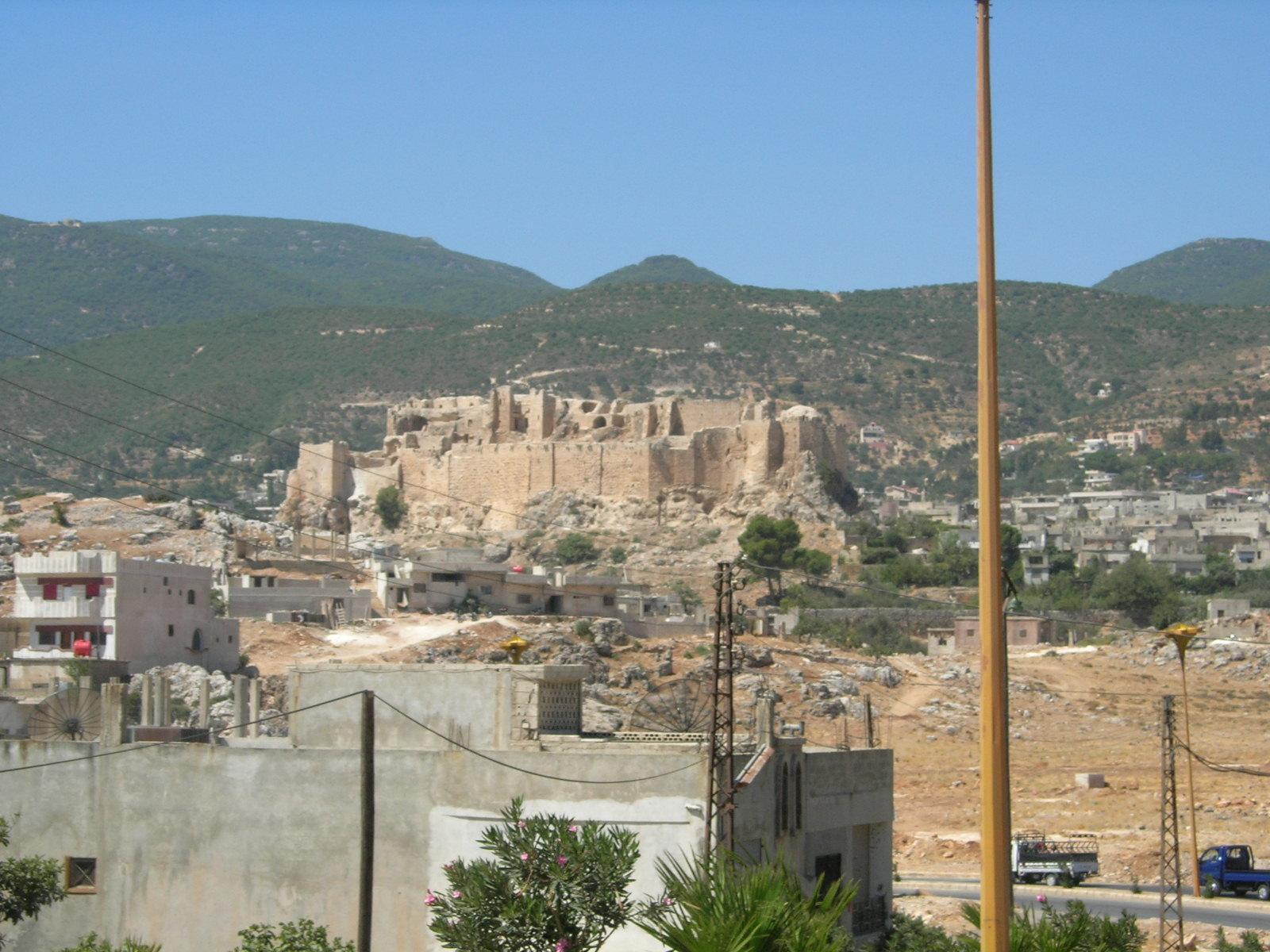
Vista general de la fortalesa

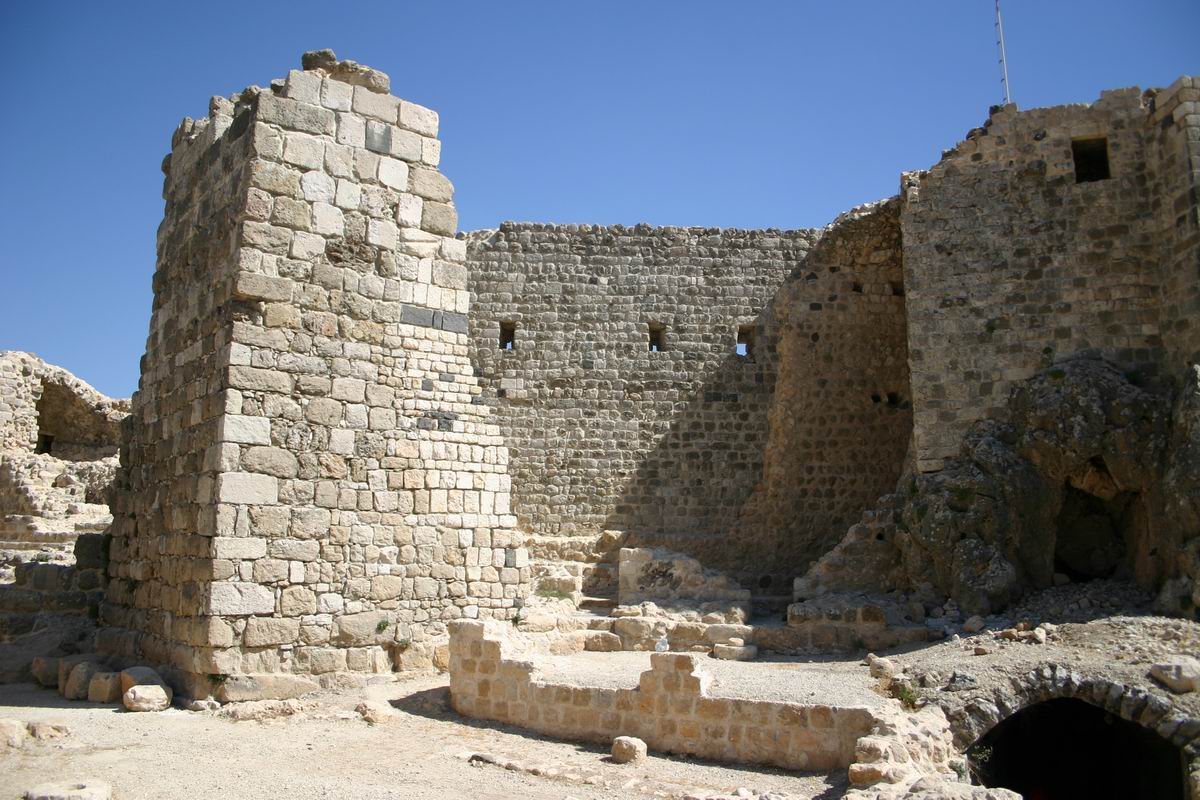
Restes de Masyaf

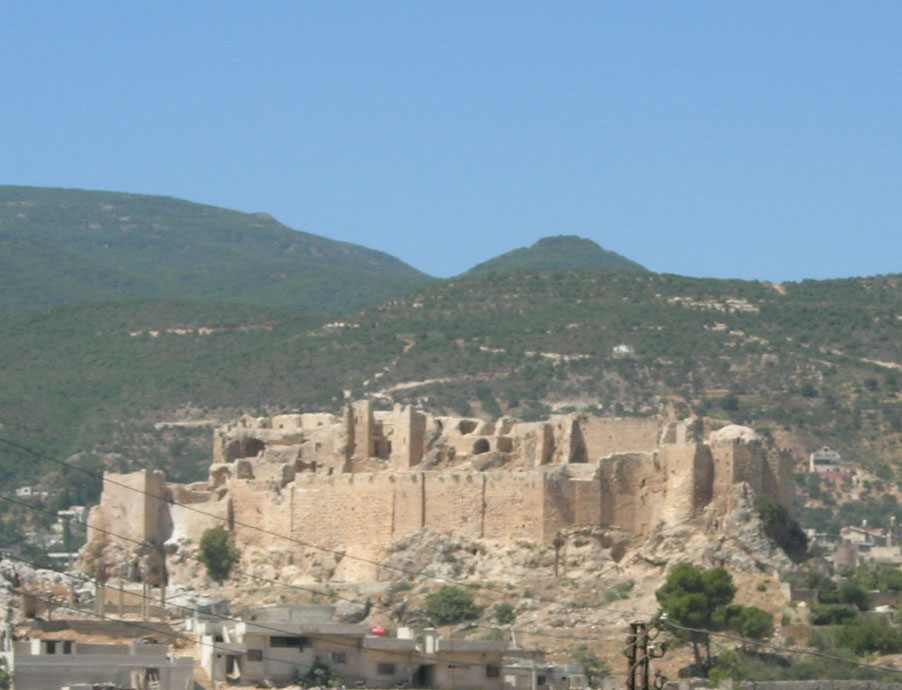
La fortalesa

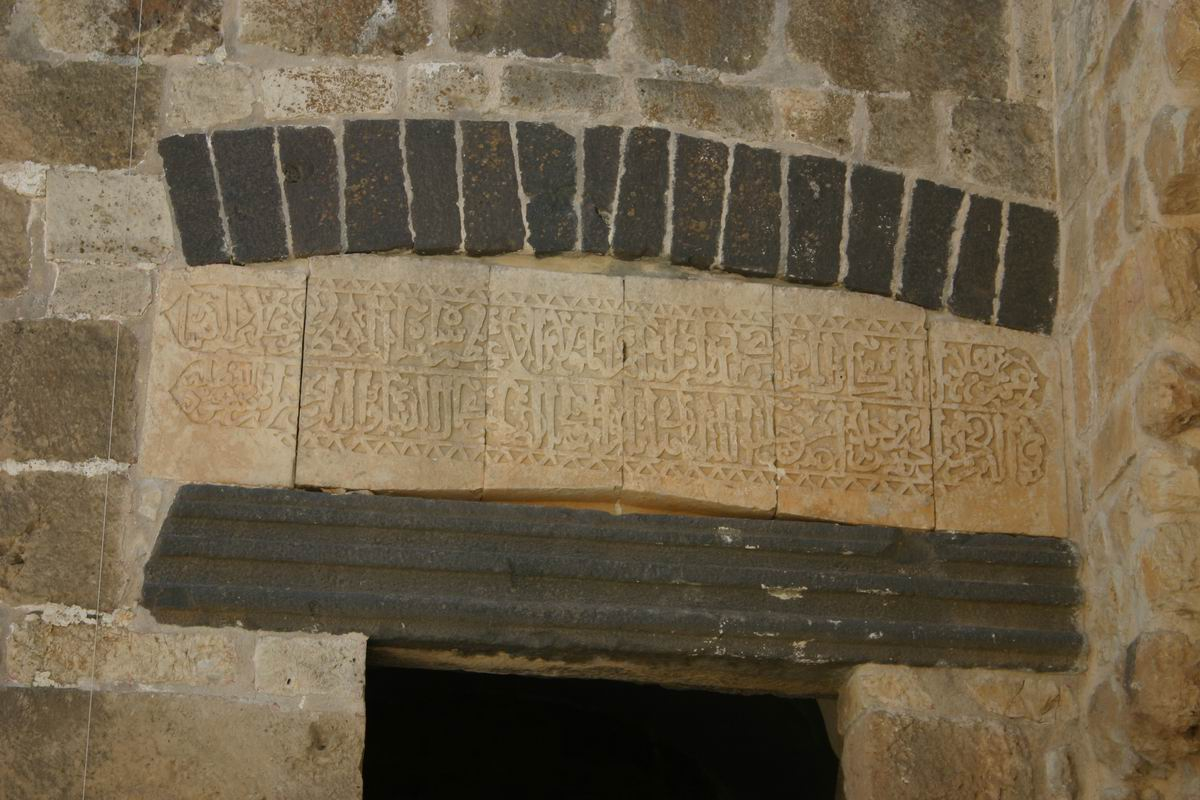
Inscripció

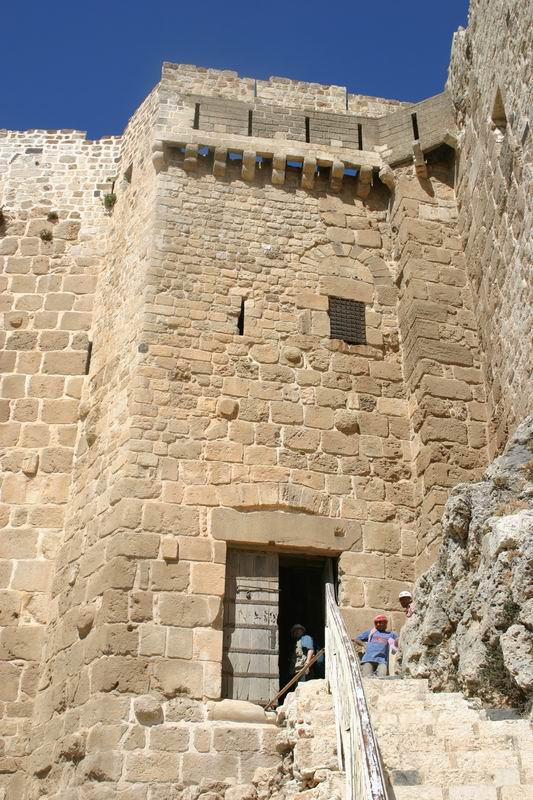
Entrada principal al castell

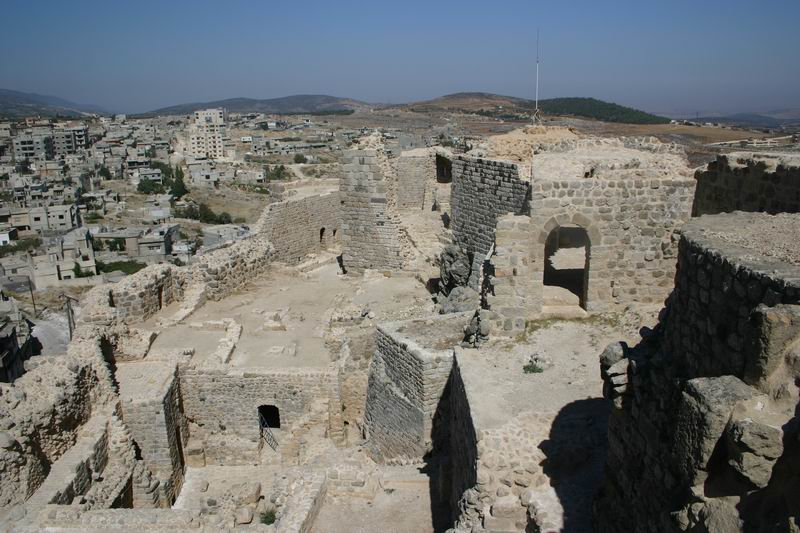
Vista des del castell

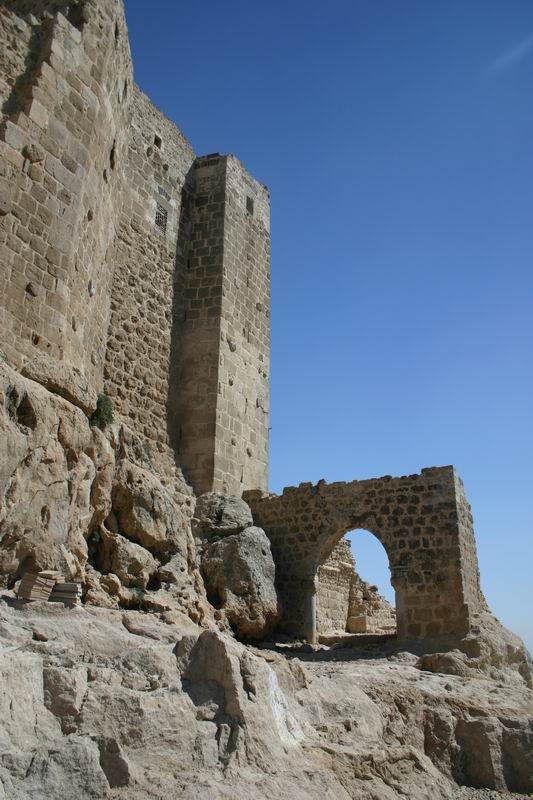
Imatge de la muralla i la porta exterior

Es sospita pels indicis arqueològics que el castell fou construït pels romans d'Orient a la depressió d'al-Ghab (Al-Ghâb en àrab: al-ḡāb, الغاب) per controlar la ruta entre Hamat i Baniyas i la d'Antioquia de l'Orontes a Emesa (Homs). L'emperador Basili II, en la campanya de la tardor del 999 per defensar Antioquia amenaçada pels fatimites, va arribar al Djabal Bahra, al límit de les seves terres, i va desmantellar les defenses de Rafaniyya i Hisn Masyad (Castell de Masyad) que pertanyien al jund de Kinnasrin. S'esmenta al temps de les croades, per primer cop el 1099. Després de la conquesta de Trípoli del Líban el 12 de juliol de 1109 per Ramon de Sant Geli, els croats van atacar Rafaniyya, que fou auxiliada per Dhàhir-ad-Din Tughtikín; es va signar una treva per la qual els croats es comprometien a no atacar "Masyath" i Hisn al-Akrad, però aquestes dues places i Hisn Tufan havien de pagar un tribut; l'acord no va durar gaire temps.
El 1127 la fortalesa estava en mans d'una branca dels mirdasides que la van vendre als Banu Múnqidh de Xaizar. Els ismaïlites havien obtingut Baniyas del búrida Tughtikín però el 1130 la van cedir als francs i van provar de substituir-la per una posició al Djabal Bahra. El 1132/1133 Sayf al-Mulk de la nissaga d'Ibn Amrun, senyor d'al-Kahf (al-kahf, الكهف, La Cova), els va vendre la fortalesa de Kadmus que l'any anterior havia arrabassat als francs; els ismaïlites des de Kadmus no van tardar a ocupar al-Kahf (1134) i Khariba i en els següents anys set castells més, i finalment l'abril/maig de 1141 van ocupar la fortalesa de Masyad sorprenent al governador Sunkur, un mameluc al servei dels Banu Munkidh, que va ser mort al final de la lluita. En endavant Masyad fou la capital del "mestre" (mukaddam) ismaïlita a Síria, supeditat al "gran mestre" d'Alamut. El mestre sirià fou conegut normalment com a Shaykh al-Djabal (Senyor de la Muntanya) però va passar a les fonts occidentals com "Vell de la Muntanya".
El 1148 després del fracàs de la Segona Croada, els ismaïlites es van aliar als croats contra Nur al-Din, però més tard van participar en la defensa del castell de Shayzar, assetjat pels croats (1157). Els ismaïlites es van reagrupar a Kadmus sota la direcció del "mestre" Abu Muhammad i vers el 1162 va arribar a Síria Rashid al-Din Sinan ibn Salman ibn Muhammad al-Basri, enviat del gran mestre d'Alamut, el cap dels ismaïlites nizarites (coneguts com a assassins) que va governar als ismaïlites sirians fins a la seva mort i creant un verdader estat militarment potent temut per croats i per musulmans.
Saladí fou objecte de dos atemptats dels nizarites i per castigar-los va penetrar a l'estiu del 1176 a territori ismaïlita que va assolar i va assetjar a Sinan al castell de Masyad; mentre durava el setge Saladí va saber que els croats havien atacat a la vall de la Bekaa i va decidir negociar el final del setge per poder anar a aquesta regió; el seu oncle Shihab al-Din Mahmud ibn Takash al-Harimi, governador d'Hamat, fou l'encarregat de les negociacions, i finalment es va acordar la retirada vers el 9 d'agost, cap a Hamat; els termes del tractat no són coneguts però Saladí mai més va atacar als ismaïlites i aquests no van participar en cap més complot contra ell. Rashid al-Din Sinan ibn Salman ibn Muhammad al-Basri hauria estat reconegut sobirà independent (amb relació a Alamut, portant el títol d'al-dunya wa-l-din) fins a la seva mort el setembre de 1193 (Saladi va morir poc abans, el 4 de març del mateix any). Darrere seu els Senyors de la Muntanya van tornar a dependre d'Alamut situació comprovada el 1211. La independència de l'estat fou acceptada per Ricard Cor de Lleó el 1192.
El 1227 era o governador (mutawalli) o "mestre" Madjd al-Din que va rebre a l'emperador Frederic II del Sacre Imperi Romanogermànic. El 1228/1229 està testimoniat com a "mestre" Siradj al-Din Muzaffar ibn al-Husayn testimoniat encara el 1238. El 1240 consta coma a "mestre" un persa d'Alamut de nom Tadj al-Din, segurament el mateix que apareix a una inscripció del febrer de 1249 amb el nom de Tadj al-Din Abu l-Futh. El comandant de la fortalesa era llavors Abd Allah ibn Abi l-Fadl ibn Abd Allah. Tadj al-Din apareix també el 1250 quan va anar al castell una ambaixada del rei Lluís el Sant de França, en la qual el dominic Yves Le Breton va tractar inútilment de convertir al "Vell de la Muntanya". Abans de 1227 es creu que fou governador de la fortalesa Kamal al-dunya wa-l-din al-Hasan ibn Masud que després del 1250 devia arribar a "mestre" i declara estar supeditat al gran mestre d'Alamaut Ala al-Din Muhammad (1221–1255). Hulagu va ocupar Alamut el 1256 i Bagdad el 1258, envaint tot seguit Síria (1259/1260). Els mongols van ocupar la fortalesa al seu pas el 1260, sent "mestre" Rida al-Din Abu l-Maali, però després de la victòria del sultà Qútuz a Ayn Djalut els ismaïlites la van recuperar junt amb tres altres fortaleses. El 1262 Baybars I va reclamar tribut als ismaïlites; el "mestre Nadjm al-Din Ismail fou deposat i posat al seu lloc el seu gendre Sarim al-Din Mubarak, quer va haver de cedir Masyad. El 1263 Sarim va recuperar Masyad al marxar les forces del sultà i Baybars el va fer capturar i enviar al Caire on fou empresonat i Nadjm al-Din fou reconegut altre cop per un temps breu, seguit del seu fill Shams al-Din que es va comprometre a pagar un tribut anual. Finalment el març de 1270 el sultà va annexionar Masyad (el 1273 va caure la darrera fortalesa ismaïlita, la d'al-Kahf). Formà part llavors de la "província reial de les felices conquestes" amb Hisn al-Akrad com capital, i després de la conquesta de Trípoli el 1289 a la província de Tarabulus.
El 1320 Abu l-Fida la descriu coma una ciutat important regada per aigües vives i amb molts jardins i una ciutadella sòlida al Djabal al-Lukkam (de fet al Djabal al-Sikkin) a uns 5 km al nord de Baris i a un dia a l'oest d'Hamat. Ibn Battuta la va visitar el 1355 i esmenta al costat del castell local, els castells ismaïlites de Kadmus, al-Manayka, Ullayka i al-Kahf (els cinc castells que formaven la Kila al-Dawa o Castells de la Missió) que junt amb el castell d'al-Rusafa formaven la niyaba de Masyad dependent de Tarabulus. Avançat el segle xiv la niyaba fou separada de Tarabulus i agregada a Dimaskh (Damasc) a la qual pertanyia el segle xv; a la meitat d'aquest segle s'esmenta com a part de la província d'Hamawiyya. Sota els otomans a partir del 1516 les viles ismaïlites pagaven una taxa especial; Masyad fou part de la província d'Homs. En tot aquest temps amirs ismaïlites van seguir residint a la població.
Durant segles ismaïlites i nusayrites van viure enfrontats. El 1808 nusayrites de la tribu Raslan que s'havien establert a Masyad amb permís de l'emir ismaïlita, van matar a aquest, al seu fill i a 300 ismaïlites i es van apoderar de la ciutat. Els habitants van fugir i els notables van demanar la intervenció del governador de Damasc Yusuf Pasha que va enviar de quatre a cinc mil homes; els nusayrites de Masyad es van haver de rendir però després que els Banu Raslan van mantenir una resistència de tres mesos; el 1810 els refugiats ismaïlites van poder tornar a la ciutat. El 1812 Buckhardt va comptar 250 famílies ismaïlites i 30 cristianes a la ciutat (uns 1500 habitants) però posteriorment el nombre va baixar i al final del segle moltes cases estaven en ruïnes; les muralles tenien tres portes; la mateixa mesquita estava ruïnosa i el castell havia estat demolit en part i en part restaurat per ser habitat. Del 1830 al 1841 va estar en mans d'Ibrahim Pasha d'Egipte i la fortalesa va patir alguns danys.
Al final de la I Guerra Mundial va passar als francesos que van desembarcar a començament del 1919. El febrer de 1919 es va revoltar el xeic Salih en una zona entre Mafyad i Tartus; els francesos foren interceptats entre Shaykh Badr i Masyad, però finalment la rebel·lió fou dominada. El 1920 es va establir el mandat francès i a quedar dins el Territori dels Alauites (2 de setembre de 1920) que fou incorporat als estats de Síria l'1 de juliol de 1922 (junt a Alep i Damasc) i erigit en estat dels Alawites l'1 de gener de 1925 (sent rebatejat estat de Latakia el 22 de setembre de 1930. El govern de Latakia va obligar a alguns grans propietaris d'Hamat a cedir els seus pobles del kada de Masyad (Bayadiyya, Miryamin, Akakir i Rusafa) i les terres foren distribuïdes entre els pagesos, quedant agregats a l'estat (abans pertanyien a la província d'Hamat de l'antic estat de Damasc i que des de 1922 formava part de la unió d'estats de Síria). El juliol de 1939 la mintaka o districte de Masyad, que pertanyia a la província siriana d'Hamat i que tenia 4.059 habitants, va passar a l'estat de Latakia.
Després de la independència la zona va prosperar i el 1970 la mintaka tenia 75.437 habitants. Als anys vuitanta va quedar connectada a l'autopista entre la riba oriental de l'Orontes i el nord (amb enllaç a 7 km de Masyad). Prop de Masyad, al sud, passa un oleoducte que uneix Homs amb la costa. Després del 2000 el programa d'ajut a les viles històriques (Historic Cities Support Program HCSP) de l'Aga Khan va començar una campanya de preservació de la població i la ciutadella de Masyaf.
El 8 de setembre de 2024, 100 membres de Shaldag i 20 membres de la Unitat 669 a bord de quatre helicòpters de transport pesat Sikorsky CH-53 Sea Stallion "Yasur" van partir d'una base aèria israeliana fins a una fàbrica de míssils iraniana excavada entre 2017 i 2021 en una muntanya al Centre d'Estudis i Recerca Científics a la zona de Masyaf, a més de 200 quilòmetres al nord de la frontera israeliana i a uns 45 quilòmetres de la costa occidental de Síria, i la van destruir amb explosius.

## Vells de la muntanya o mestres ismaïlites de Síria
- Abu Muhammad abans de 1262
- Rashid al-Din Sinan ibn Salman ibn Muhammad al-Basri 1162-1193
- Madjd al-Din fins vers 1227
- Siradj al-Din Muzaffar ibn al-Husayn vers 1227-vers 1239
- Tadj al-Din Abu l-Futh vers 1239-1250
- Kamal al-dunya wa-l-din al-Hasan ibn Masud vers 1250-?
- Rida al-Din Abu l-Maali vers ?-1260
- Nadjm al-Din Ismail vers 1260-1262
- Sarim al-Din Mubarak vers 1262-1264
- Nadjm al-Din ismail vers 1264-1265 (segona vegada)
- Shams al-Din 1265-?

## En els mitjans
El conjunt de Masyaf esdevingué mundialment conegut arran de la seva aparició en els videojocs de la sèrie Assassin's Creed, on apareix vagament reproduït com a cuarter general dels Assassins.